# Los Tetas
Los Tetas este o formație chiliană de funk rock (1994-2004; 2011-*). Membrii formației sunt:
- Camilo Castaldi (Tea-Time)
- Cristian Moraga (C-Funk)
- David Eidelstain (Rulo)
- Francisco González (Pepino)